# LG G3
El LG G3 es un teléfono inteligente Android desarrollado por LG Electronics. Siendo el sucesor del LG G2 (lanzado en 2013), el LG G3 fue presentado en un evento de prensa el 27 de mayo de 2014, y lanzado en Corea del Sur al día siguiente.
Además de los elementos heredados del diseño del G2, como sus biseles ultradelgados, botones de encendido y volumen en la parte trasera, el G3 se distingue sobre todo por ser el primer teléfono inteligente de un importante fabricante en incorporar una resolución de pantalla quad HD (1440 x 2560 pixeles) y la inclusión de un sistema de autofoco híbrido infrarrojo para su cámara. LG también incluye un material plástico denominado "piel metálica", diseñado para dar al dispositivo un aspecto de mayor calidad y una interfaz de usuario "más simple" con un sistema de asistente personal inteligente integrado.
El LG G3 fue elegido como el mejor teléfono inteligente del 2014 en la gala de los Global Mobile Awards 2015, la sección de premios del Mobile World Congress. Pero curiosamente el G3 tuvo que compartir el primer lugar con el iPhone 6 de Apple, para el jurado ambos fueron los mejores
El G3 ha recibido críticas en su mayoría positivas, con los críticos elogiando la apariencia general, el rendimiento, la calidad de pantalla y el software del dispositivo. Sin embargo, fueron criticados varios aspectos del G3, incluyendo la decisión de la compañía en utilizar un falso plástico metálico en lugar de metal, las preocupaciones sobre la usabilidad del dispositivo debido a su gran tamaño, y si la resolución de la pantalla tiene algún efecto real sobre el uso diario del equipo.[cita requerida]

## Especificaciones

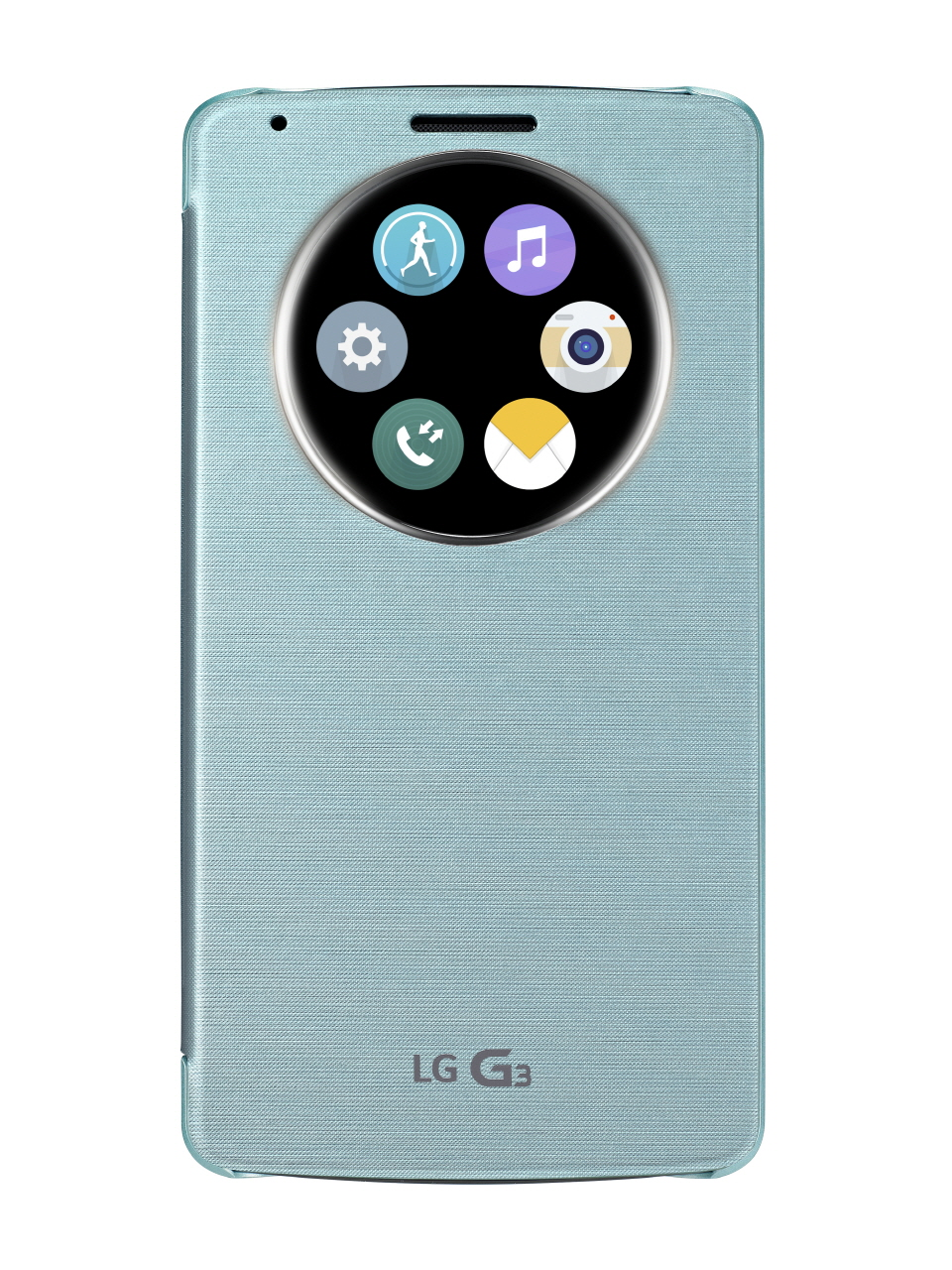
LG G3 con su accesorio QuickCircle

El exterior del celular incorpora una "piel metálica" resistente a rayones hecha de policarbonato acabado que luce y se siente como metal pulido; a pesar de ser tildado de "metálico", el exterior del G3 no utiliza metal. El acabado está pensado principalmente para mejorar el agarre, y para hacer que la carcasa trasera sea menos susceptible a las manchas de huellas digitales. El G3 estará disponible en color negro, blanco, oro, gris y acabados de color violeta. Elementos del diseño del G2 se mantienen en el G3, como sus botones de volumen y encendido en la parte trasera. En comparación con G2, los botones se les dio un diseño más plano con una nueva forma redondeada. El G3 cuenta con una pantalla de 5,5 pulgadas con resolución de pantalla quad HD (1440 x 2560 pixeles) convirtiéndose en el primer teléfono inteligente de fabricante reconocido, en usar una pantalla de este tipo. Al igual que en el G2, G3 fue diseñado con biseles de pantalla mínima para asegurar una forma compacta.
El G3 cuenta con un Procesador Qualcomm de 2,5 GHz cuatro núcleos Snapdragon 801; las variantes con 16 GB de almacenamiento interno tienen 2 GB de RAM, mientras que las variantes con 32 GB de almacenamiento interno tienen 3 GB de RAM. El G3 incluye una batería de 3000 mAh; la carcasa posterior del G3 es extraíble, lo que permite que la batería se puede reemplazar, y el almacenamiento se puede ampliar hasta 128 GB con una tarjeta microSD. La cámara trasera de 13 megapíxeles incluye estabilización óptica de imagen y un flash de doble tono, junto con un sistema de enfoque automático híbrido. El sistema de "enfoque automático láser" utiliza un haz de infrarrojos para calcular la distancia entre la cámara y el sujeto. En situaciones en que los datos del autofoco de infrarrojos no es confiable, la cámara utilizar autofoco de contraste. LG argumenta que el sistema híbrido le permite al G3 un tiempo de enfoque más rápido que cualquier teléfono inteligente, y que el autofoco infrarrojo también sería beneficioso en situaciones de poca luz.
El G3 soporta de forma nativa la carga inalámbrica Qi, excepto en los modelos vendidos en Corea y los Estados Unidos debido a las restricciones impuestas por los operadores. La carga inalámbrica estará disponible únicamente en los modelos vendidos en estas regiones si se ha instalado el accesorio
QuickCircle.
El LG G3 viene con Android versión 4.4.2"KitKat" con una interfaz y software a medida. La interfaz de usuario del G3 trae un aspecto visual más plano que el G2, incluyendo nuevos iconos y una fuente predeterminada más limpia. Las nuevas características de software introducidas en el G3 incluyen el asistente personal inteligente "Aviso Inteligente", que presenta las notificaciones y sugerencias contextuales utilizando el lenguaje natural, una actualización del teclado "Smart Keyboard" con tamaño ajustable y la capacidad de analizar los hábitos de mecanografía del usuario para personalizar su comportamiento, bloqueo remoto y de limpieza, bloqueo de contenido - que es la capacidad de almacenar archivos en una zona privada y segura, ya sea en la memoria interna o en la tarjeta SD.
El software de la cámara posterior también recibió una revisión en la interfaz de usuario; por defecto, la mayoría de las opciones están ocultas, y las fotos se pueden tomar con sólo tocar el sujeto en el visor. El G3 también ofrece la herramienta de desenfoque de fondo "Magia Focus", y un modo de disparador automático activado por gestos en la cámara frontal.

## Variantes en los modelos
En los EE. UU., hay cuatro modelos para AT&T, T-Mobile, Verizon y Sprint; las variantes de los Estados Unidos están siendo liberadas a lo largo de julio y agosto de 2014.

## Accesorios
Antes del lanzamiento del G3, LG dio a conocer el accesorio QuickCircle. Sucesora del QuickWindow producida para el G2, esta carcasa se compone de una cubierta con una ventana circular en la parte superior. Un efecto de resplandor alrededor del borde de la ventana se utiliza para significar las notificaciones, y una serie de aplicaciones, incluyendo la cámara, reproductor de música y teléfono pueden ser utilizadas desde una interfaz especial circular sin necesidad de abrir el teléfono. La carcasa también permite el uso de carga inalámbrica en los modelos G3 vendidos en Corea y los Estados Unidos.

## Recepción
El G3 fue recibido con buena acogida por parte de la crítica. El diseño del G3 fue elogiado por ser menos susceptible a las manchas de huellas digitales que el G2 - Sin embargo, LG fue criticado por usar un acabado de imitación de metal en lugar de metal real. En comparación con los teléfonos inteligentes comercializados de forma explícita como phablets, como la serie Galaxy Note, el G3 fue considerado como el más "cómodo" por su tamaño debido a su forma compacta y exterior liso. A pesar de esto, las preocupaciones fueron aún más el tamaño del dispositivo y su efecto general en la usabilidad.
La pantalla del G3 fue elogiada por tener una buena reproducción del color, el brillo y ángulos de visión. Sin embargo, los críticos fueron contradictorios sobre si la pantalla proporcionaba alguna ventaja o diferencia suficiente en la calidad respecto a una pantalla de 1080p para el uso diario, también teniendo en cuenta que el contenido optimizado para el dispositivo no está fácilmente disponible.
La apariencia mejorada de la interfaz de usuario del G3 fue elogiada por tener un aspecto y sensación más limpia que las versiones anteriores, aunque se reconoció que más fabricantes de equipos Android fueron estandarizando el aspecto de sus diseños de interfaz para parecerse más al diseño utilizado por Google en las distribuciones del sistema operativo Android.